# Braunkopf-Tropfenvogel
|  | Dieser Artikel wurde aufgrund von formalen oder inhaltlichen Mängeln in der Qualitätssicherung Biologie zur Verbesserung eingetragen. Dies geschieht, um die Qualität der Biologie-Artikel auf ein akzeptables Niveau zu bringen. Bitte hilf mit, diesen Artikel zu verbessern! Artikel, die nicht signifikant verbessert werden, können gegebenenfalls gelöscht werden. Lies dazu auch die näheren Informationen in den Mindestanforderungen an Biologie-Artikel. |

Der Braunkopf-Tropfenvogel (Nicator gularis) ist eine von drei Arten der Tropfenvögel.

## Merkmale
Rein äußerlich sind sich alle drei Tropfenvogelarten ziemlich ähnlich (siehe gemeinsame Merkmale aller Tropfenvögel) und der Braunkopf-Tropfenvogel ließe sich, abgesehen von seinen etwas dunkleren Wangen und dem deutlich dunkleren Scheitel, insbesondere nur schwer von dem Graukehl-Tropfenvogel unterscheiden. Da der Braunkopf-Tropfenvogel aber in seinem Verbreitungsgebiet die einzige Art der Tropfenvögel ist und auch einige ihrer Lautäußerungen sich unterscheiden lassen, gibt es im Feld dieses Problem nicht.

## Stimme
Der Braunkopf-Tropfenvogel singt durch die Aneinanderreihung äußerst unterschiedlicher Laute. Weder die Taktung noch die Laute selbst noch deren Höhe scheint irgendwelchen Beschränkungen zu unterliegen – außer der, dass es sich fast ausschließlich um kurze schnell aufeinanderfolgende nicht wiederholte Klänge handelt. Bei manchen Individuen entfällt der Abstand zwischen den Lauten, so dass ein variabler Gesang entsteht.

## Verbreitung und Lebensraum

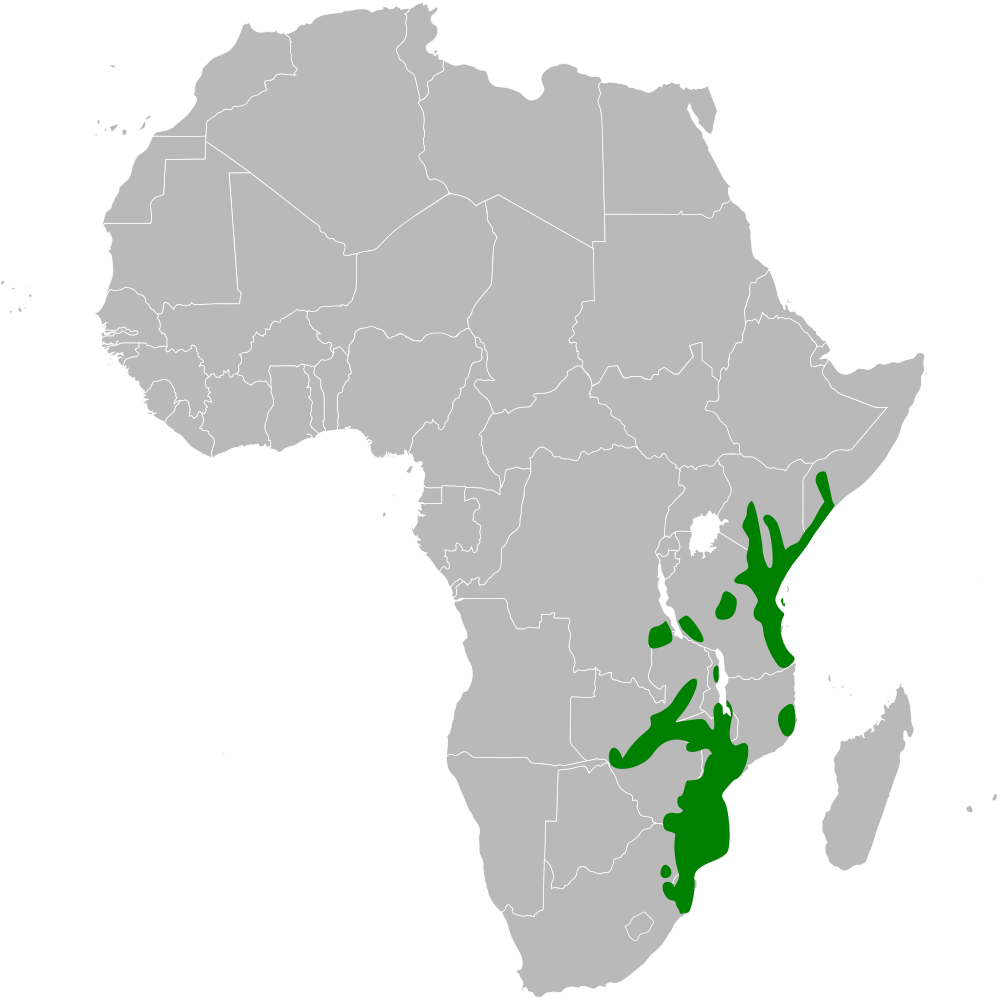
Verbreitung des Braunkopf-Tropfenvogels

Der Braunkopf-Tropfenvogel bewohnt subtropische bis tropische Trockenwälder, Buschland und Savannen.

## Unterarten
Die Art wird als monotypisch betrachtet. Nicator gularis phyllophilus Clancey, 1980 wird heute als Synonym zur Nominatform betrachtet.

## Bestand
Die Art gilt als nicht gefährdet (least concern).

## Etymologie und Forschungsgeschichte
Die Erstbeschreibung des Braunkopf-Tropfenvogels erfolgte 1870 durch Gustav Hartlaub und Otto Finsch unter dem wissenschaftlichen Namen Nicator gularis. Das Typusexemplar wurde von John Kirk in der Gegend von Chupanga im Sambesigebiet  gesammelt. Im gleichen Artikel führten die Autoren die für die Wissenschaft neue Gattung Nicobar ein. Dieser Name leitet sich von »nikatōr, nikatoros, nikaō, nikē νικατωρ, νικατορος, νικαω, νικη« für »Eroberer, erobern, Sieg« ab. Der Artname »gularis« ist lateinischen Ursprungs und bedeutet »von der Kehle« abgeleitet von »gular, gula« für »-kehlig, Kehle«.